# 1934年の野球
1934年の野球（1934ねんのやきゅう）では、1934年の野球界における動向をまとめる。

## 競技結果

### 社会人野球
- 決勝（明治神宮野球場・8月11日）

全大阪（大阪市）3-0 八幡製鉄（八幡市）

### 東京大学野球
- 法大が11勝3敗1分で優勝。

### 高専野球
- 1月14日 - 高専野球大会を高校と専門学校で別個に開催することに決定。
  - 第11回全国高等専門学校野球大会決勝（阪神甲子園球場）
    - 第一部（高校）優勝：松山高校
    - 第二部（専門学校）優勝：横浜高商

### 中等野球
- 第11回選抜中等学校野球大会決勝（阪神甲子園球場・4月4日）
東邦商(愛知県） 1-2 浪華商（大阪府）
- 第20回全国中等学校優勝野球大会決勝（阪神甲子園球場・8月20日）
呉港中（広島県） 2-0 熊本工（熊本県）

### メジャーリーグ
- ワールドシリーズ
セントルイス・カージナルス （ナ・リーグ）（4勝3敗） デトロイト・タイガース（ア・リーグ）

## できごと
- 1月14日 - 高専野球大会、高校と専門学校に分離決定。
- 6月3日 - 東京新大学野球連盟解散。
- 11月2日 -   ルー・ゲーリッグ、ベーブ・ルースなどが参加した、全米選抜野球チームが来日（日米野球参照）。
- 11月20日 - 静岡県草薙球場で行われた全日本対全米選抜野球チームにおいて、全日本の沢村栄治がルー・ゲーリッグの本塁打による1失点に抑える好投を見せる、スコアは1対0で全米が勝利。
- 12月26日 - 現在の読売ジャイアンツの前身、大日本東京野球倶楽部が創立総会が丸の内の日本工業倶楽部でおこなわれる。巨人ではこの日を「巨人軍創立記念日」としている[1]。

## 誕生

### 1月
- 1月9日 - 弘瀬昌彦
- 1月10日 - 松橋慶季（+ 2015年）
- 1月12日 - 小川健太郎（+ 1995年）
- 1月12日 - 酒井敏明（+ 2007年）
- 1月20日 - カミロ・パスカル

### 2月
- 2月3日 - 秋山登（+ 2000年）
- 2月5日 - ハンク・アーロン（+ 2021年）
- 2月6日 - 和田勇
- 2月17日 - ウィリー・カークランド
- 2月27日 - 西尾慈高（+ 2017年）

### 3月
- 3月8日 - 町田行彦
- 3月21日 - 大和田明（+ 2001年）

### 4月
- 4月1日 - 後藤修（+ 2019年）
- 4月5日 - 三宅秀史（+ 2021年）
- 4月5日 - 森永勝也（+ 1993年）
- 4月9日 - 伊香輝男（+ 2009年）
- 4月11日 - 斎田忠利
- 4月19日 - 衆樹資宏（+ 1999年）
- 4月21日 - 佐々木重徳
- 4月25日 - 古川啓三（+ 1984年）

### 5月
- 5月1日 - 権藤正利
- 5月10日 - 石川緑（+ 2004年）
- 5月26日 - 井上登（+ 2012年）

### 6月
- 6月16日 - 増本一郎
- 6月25日 - 矢頭高雄（+ 2003年）

### 7月
- 7月17日 - 田所善治郎（+ 2021年）
- 7月21日 - 江崎照雄（+ 2016年）
- 7月28日 - 小山正明
- 7月31日 - 福田昌久（+ 1988年）

### 9月
- 9月5日 - 桂本和夫
- 9月10日 - ロジャー・マリス（+ 1985年）
- 9月14日 - 国松彰
- 9月24日 - 木村保（+ 2005年）
- 9月26日 - 山本哲也（+ 2019年）
- 9月30日 - 山本義司（+ 2004年）

### 10月
- 10月1日 - 伊奈努（+ 1984年）
- 10月8日 - 藤尾茂（+ 2022年）
- 10月12日 - カール・ボレス（+ 2022年）
- 10月24日 - 川本徳三

### 11月
- 11月19日 - 寺田陽介
- 11月25日 - 西村貞朗（+ 2015年）

### 12月
- 12月1日 - 田中守（+ 2004年）
- 12月2日 - アンディ・ロジャース（+ 2004年）
- 12月8日 - 高倉照幸（+ 2018年）
- 12月17日 - ケント・ハドリ（+ 2005年）
- 12月19日 - 久保田治
- 12月28日 - 山下登（+ 1976年）